# Новожилов, Генрих Васильевич

Могила Новожилова Г. В. на Федеральном военном мемориальном кладбище.

Ге́нрих Васи́льевич Новожи́лов (27 октября 1925, Москва — 28 апреля 2019, там же) — советский и российский авиаконструктор, доктор технических наук (1975), профессор, академик АН СССР (1984, c 1992 — РАН); член-корреспондент (1979).
Создатель проектов тяжёлого военно-транспортного самолёта Ил-76, пассажирского широкофюзеляжного самолёта Ил-96, двухмоторного турбовинтового самолёта Ил-114. Генеральный конструктор ОКБ имени С. В. Ильюшина в 1970—2005 годах.
Дважды Герой Социалистического Труда (1971, 1981). Заслуженный конструктор РФ (2005). Лауреат Ленинской премии (1970). Член ВКП(б) с 1951 года, член ЦК КПСС (1986—1991). Депутат Верховного Совета СССР 9-11 созывов (1974—1989). Народный депутат СССР (1989—1991).

## Биография
Родился 27 октября 1925 года в Москве в семье военнослужащих. Отец Василий Васильевич Соколов (1900—1987) был военным инженером, мать Ираида Ивановна Новожилова (1901—1979) — военнослужащая.
В Великую Отечественную войну до августа 1942 года находился с матерью в эвакуации в Пензе, там окончил девять классов. Вернувшись в Москву, работал на кафедре физики Московского авиационного института (МАИ), с 1943 года — студент самолётостроительного факультета МАИ.
С 1948 года, окончив МАИ, работал в ОКБ имени С. В. Ильюшина. В 1956—1958 годах Новожилов — секретарь партийного комитета завода, затем заместитель главного конструктора Ил-18, в 1964 году — первый заместитель генерального конструктора, руководил организацией серийного производства Ил-62, за что с группой работников ОКБ стал лауреатом Ленинской премии 1970 года.
После ухода академика С. В. Ильюшина на пенсию, с 28 июля 1970 года — генеральный конструктор ОКБ Московского машиностроительного завода «Стрела». В 1984 году Новожилова избрали действительным членом Академии наук СССР по Отделению механики и процессов управления. Под руководством Генриха Васильевича созданы такие самолёты, как Ил-76, Ил-86, Ил-96-300 и Ил-114. Затем работа генеральным конструктором, председателем Совета директоров, главным советником генерального директора ПАО «Авиационный комплекс имени С. В. Ильюшина». В последние годы — Почётный Генеральный конструктор ПАО «Авиационный комплекс имени С. В. Ильюшина»
Член КПСС с 1951 года. Член ЦК КПСС (1986—1991). Депутат Совета Национальностей Верховного Совета СССР 9-11 созывов (1974—1989) от Армянской ССР, народный депутат СССР (от КПСС) с 1989.
Умер 28 апреля 2019 года. Похороны состоялись 7 мая на Федеральном военном мемориальном кладбище.

## Самолёты Г. В. Новожилова[7]
Производившиеся серийно:
- Ил-76 — средний военно-транспортный самолёт. Первый полёт в 1971 году. Первый в СССР военно-транспортный самолёт с турбореактивными двигателями. Экипаж 6-7 человек. В десантном варианте 140 солдат или 128 парашютистов. Эксплуатируется и серийно производится по настоящее время, выпущено более 960 самолётов.[8]
- Ил-78 — самолёт-заправщик. Совершил первый полёт в 1983 году. Создан на базе Ил-76МД. Экипаж — 6 человек. Серийно производится с 1984 года. Всего выпущено 53 самолёта.[9]
- Ил-80 — воздушный командный пункт. Совершил первый полёт в 1985 году. Создан на базе Ил-86. Производится с 1987 года. Эксплуатируется с 1992 года. Всего выпущено 4 самолёта.[10]
- Ил-86 — среднемагистральный широкофюзеляжный пассажирский самолёт. Совершил первый полёт в 1976 году. Экипаж — 5 человек. 350 пассажирских кресел. Серийно производился с 1976 по 1997 годы. Эксплуатировался с 1980 по 2011 годы. Всего было изготовлено 106 самолётов.[11]
- Ил-96 — дальнемагистральный широкофюзеляжный пассажирский самолёт. Совершил первый полёт в 1988 году. Экипаж — 2-3 человека. Полезная нагрузка — 300 пассажиров или 40 000 кг груза. Серийное производство с 1988 года. Эксплуатируется с 1993 года. Всего изготовлено 30 самолётов.[12]
- Ил-103 — лёгкий многоцелевой четырёхместный самолёт. Совершил первый полёт в 1994 году. Изготовлено 66 экземпляров, из них 23 поставлено в Южную Корею. Самолёт изготавливают на Луховицком авиазаводе. В 1995 году на Брюссельской выставке Ил-103 получил Золотую медаль.[13]
- Ил-114 — пассажирский ближнемагистральный самолёт. Совершил первый полёт в 1990 году. Экипаж — 2 человека. Полезная нагрузка 64 пассажира или 6 500 кг груза. Эксплуатируется с 2001 года. Выпущено 20 самолётов.[14]

Реализованные «в металле» прототипы:
- Ил-102 — экспериментальный тяжёлый штурмовик. Совершил первый полёт в 1982 году. Экипаж — 2 человека. Испытания и доводка продолжались с 1982 по 1987 годы. Несмотря на хорошие лётные качества, в серию Ил-102 запущен не был.[15]
- Ил-112 — лёгкий военно-транспортный самолёт. Совершил первый полёт в марте 2019 года. Экипаж — 2 человека. Проектировался для замены устаревших самолётов типа Ан-26.[16]

Нереализованные:
- Ил-90 — проект дальнемагистрального пассажирского самолёта. Проект был одобрен, но из-за экономического кризиса в начале 90-х годов так и не был реализован.[17]
- Ил-106 — проект тяжёлого военно-транспортного самолёта. Самолёт проектировали для возможности транспортировки груза 80 т. на расстояние 5 000 км. Планировалось выпустить первый самолёт в 1995 году, однако в это время в стране не было ни финансовой возможности, ни интереса со стороны ВВС.[18]
- Ил-108 — проект административно-служебного самолёта. Рассчитан на перевозку от 9 до 15 пассажиров на расстояние до 6 000 км. Экипаж — 2 пилота и бортпроводник.[19]

## Награды и звания
- Медаль «За доблестный труд в Великой Отечественной войне 1941—1945 гг.»
- Орден «Знак Почёта» (1957)
- Орден Трудового Красного Знамени (1966)
- Орден Ленина (1969)
- Ленинская премия (9 апреля 1970 года) — за создание межконтинентального пассажирского самолёта Ил-62[20]
- Медаль «В ознаменование 100-летия со дня рождения Владимира Ильича Ленина» (1970)
- Герой Социалистического Труда (Указ Президиума Верховного Совета СССР от 26 апреля 1971, орден Ленина и медаль «Серп и Молот»)
- Орден Октябрьской Революции (1975)
- Победитель социалистического соревнования (1975, 1976)
- Герой Социалистического Труда (Указ Президиума Верховного Совета СССР (закрытый) от 23 июня 1981, орден Ленина и медаль «Серп и Молот»)
- Медаль «В память 1500-летия Киева» (1982)
- Почётный авиастроитель (1983)
- Медаль «Ветеран труда» (1984)
- Юбилейная медаль «Сорок лет Победы в Великой Отечественной войне 1941—1945 гг.» (1985)
- Золотая медаль имени А. Н. Туполева (1991) — за выдающиеся работы в области авиационной науки и техники
- Орден Дружбы народов (29 декабря 1992) — за большой личный вклад в развитие отечественной  авиационной науки, создание новых летательных аппаратов и высокое профессиональное мастерство, проявленное  в период демонстрации техники на Первой Российской выставке «Мосаэрошоу-92»[21]
- Юбилейная медаль «50 лет Победы в Великой Отечественной войне 1941—1945 гг.» (1995)
- Орден «За заслуги перед Отечеством» III степени (11 октября 1995) — за заслуги перед государством и многолетний добросовестный труд[22]
- Юбилейная медаль «300 лет Российскому флоту» (1996)
- Медаль «В память 850-летия Москвы» (1997)
- Золотая медаль № 2 МАК СНГ «За особые заслуги в развитии авиации в СНГ» (1999)
- Орден «За заслуги перед Отечеством» II степени (27 октября 2000) — за выдающийся вклад в создание новых образцов авиационной техники[23]
- Премия «Триумф» (2003)
- Премия города Москвы «Легенда века» (11 июня 2003) — за выдающиеся заслуги в развитии авиационной науки, разработке и создании лучших, конкурентоспособных отечественных самолётов, большой личный вклад в научно-техническое развитие страны и укрепление её обороноспособности[24]
- Заслуженный конструктор Российской Федерации (1 августа 2005) — за заслуги в области конструкторской деятельности[25]
- Почётная грамота Правительства Москвы (18 октября 2005) — за большой личный вклад в развитие отечественного самолётостроения и в связи с 80-летием со дня рождения [26]
- Почётная грамота Правительства Российской Федерации (20 февраля 2006) — за большой личный вклад в дело создания авиационной техники и многолетний плодотворный труд[27]
- Премия Правительства Российской Федерации 2005 года в области науки и техники (20 февраля 2006) — за комплексные экспериментальные исследования моделей летательных аппаратов различного назначения в трансзвуковой аэродинамической трубе Т-128[28]
- Медаль «Михаил Калашников» (2015)[29]
- Орден «За заслуги перед Отечеством» I степени (29 января 2016) — за выдающиеся заслуги перед государством и большой вклад в развитие авиационной промышленности[30]